# Антична куполна гробница (Поморие)
Античната куполна гробница се намира на около 1 km от град Поморие, (Област Бургас), на 300 m от автомобилния път Поморие – Бургас.
Разположена е в района на Станцията за овощарство. Архитектурата на съоръжението е уникална за Балканския полуостров.

## Датиране
Гробницата датира от ІІ – ІІІ век. Приета е научната хипотеза, че съоръжението е служило за мавзолей (хероон) на богата анхиалска тракийска фамилия, в който са се извършвани религиозни ритуали посветени на култа към слънцето. Античната куполна гробница е най-голямата, откривана някога в България и е единствена по рода си на Балканския полуостров. Представлява комбинация на типична тракийска куполна гробница и римски мавзолей (хероон) под насипа на надгробна могила.

## Описание
Могилата, под която е изградена гробницата, е висока 8 m и е с диаметър 60 m. Основата ѝ е елипсовидна, а върхът е с леко яйцевидна форма. Гробницата се състои от коридор (дромос) – с дължина 22 m и кръгла камера, с диаметър 11,60 m и височина 5,50 m. Съоръжението е изградено от камък (типично за тракийските строители) и тухли (характерни за римляните). Гробницата е засводена с полуцилиндричен свод, в центъра на който е изградена куха колона с диаметър 3,30 m, която се разширява нагоре и слива с външната стена. От вътрешната стена на кухата колона е била изградена вита каменна стълба, която е отвеждала на повърхността на могилния насип. По околовръстната стена на гробницата са разположени пет ниши, в които се предполага, че са били разположени урните на покойниците. Стените на залата, коридорът и фланкиращите помещения на съоръжението са били измазани с т.нар. „горещ хоросан“ (състоящ се от негасена вар и морски пясък) и изрисувани, но до днес са запазени само фрагменти от мазилката, която е била оцветена в зелено.
При дромоса се наблюдава прагово стъпало от грубо обработен пясъчник с дължина 1,80 m, ширина 0,80 m и височина 0,30 m. Дромосът е с дължина 22 m., ширина 1.77 m. и височина 2 m. Съоръжението е имало двукрила врата.
Особеното тук е, че никога не са откривани кости, урни или саркофази, за да бъде приета еднозначно хипотезата за римски мавзолей. Самата големина на залата, наличието на кухата колона в средата, вероятният олтар-огнище в нея и ефектът, който се получава от осветяването през отвора на колоната в ротондата, говорят за езически ритуали, които най-вероятно са се извършвали със светилището. Според проф.Александър Фол, жреците гадаели волята на бог Сабазий, който денем наричали Аполон, по силата на лъчите, проникващи през кухата колона, когато Слънцето достигало зенита си. Когато обаче Слънцето достигало в „долната хемисфера на земята“, те запалвали огън на олтара-огнище и гадаели волята на своя Бог по играта на пламъците, които искрели през отвора и се отразявали на нощното небе. По време на този ритуал бог Сабазий бил наричан Дионис.

## Галерия
- Античната гробница под насипа
- Една от петте ниши, предназначени вероятно за урни
- Коридор (дромос)
- Устройства на стена
- Купола: видими са штукатурата и една от вентилационните шахти
- Изглед в гробницата от входа
- Централната колона
- Фрагмент от стълба в колоната
- Часть от свода потолка (надписите са съвременни)
- Руини от камерите при входа

## Статут
През 1958 г. – 1959 г. гробницата, известна сред местното население още като „Кухата могила“, е реставрирана. Тя е обявена за архитектурно-строителен паметник в брой 35 на Държавен вестник от 1965 година.

## Достъп
Тракийската куполна гробница е отворена целогодишно за посетители. През летния сезон (1 юни-15 септември), работното време на обекта е от понеделник до неделя, от 10:00 до 18:00 часа, като в интервалът от 12:00 до 13:00 служителите осигуряващи достъп са в обедна почивка. Извън летния сезон 16 септември – 31 май, достъпът до гробницата се осигурява по записване в Историческия музей Поморие на телефон 0596/22008.